# Бібліографія Артура Конан Дойла
Артур Конан Дойл (1859—1930) — шотландський письменник і лікар. Найбільш відомий своїми творами про детектива Шерлока Холмса та його друга доктора Джона Ватсона. Окрім цього, Дойл писав на широкий спектр тем, як вигаданих, так і реальних. У 1876 році Дойл вступив до Медичної школи Единбурзького університету, де він став учнем Джозефа Белла, чиї дедуктивні процеси настільки вразили його учня, що вчитель став головною моделлю для Холмса. Дойл почав писати, коли був ще студентом. У в жовтні 1879 року його перша робота — «Таємниця долини Сасасса» — була опублікована в Chambers's Journal. Він продовжував писати короткі твори — як художні, так і нон-фікшн — протягом усієї своєї кар'єри, і опублікував понад 200 оповідань і статей.

## Цикл про Шерлока Холмса
- Етюд у багряних тонах (1887, повість);
- Знак чотирьох (1890, повість);
- Пригоди Шерлока Холмса (1892, збірка оповідань);
- Спогади Шерлока Холмса (1894, збірка оповідань);
- Собака Баскервілів (1901—1902, повість);
- Повернення Шерлока Холмса (1905, збірка оповідань);
- Долина жаху (1914—1915, повість);
- Його останній уклін (1917, збірка оповідань);
- Архів Шерлока Холмса (1927, збірка оповідань).

## Цикл про професора Челленджера
- Загублений світ (1912, роман);
- Отруйний пояс (1913, повість);
- Країна туманів (1926, роман);
- Коли Земля скрикнула (1928, повість);
- Дезінтеграційна машина (1929, оповідання).

## Оповідання про бригадира Жерара
- Подвиги бригадира Жерара (1894);
- Пригоди бригадира Жерара (1900);
- Одруження бригадира (1910).

## Інші оповідання
- Таємниця долини Сасасса[en] (1879) — історія, у якій події розгортаються в долині в Південній Африці, де живе демон із сяючими очима;
- Гельсеміум як отрута (англ. Gelsemium as a poison) (1879);
- Оповідь американця (англ. The American's Tale) (1879);
- Яр Блюменсдайка (англ. The Gully of Bluemansdyke) (1881);
- Кістки (англ. Bones) (1882);
- Мого друга вбили (англ. My Friend the Murderer) (1882);
- Розповідь Джона Сміта[en] (1883) — роман про холостяка середнього віку, Джона Сміта, який одужує від ревматичної подагри;
- Срібна сокира (англ. The Silver Hatchet) (1883);
- Заява Дж. Габакука Джефсона (1884) — оповідання; сюжет якого спирається на історію корабля «Марія Целеста»;
- Життя і смерть у крові (англ. Life and Death in the Blood) (1884);
- Практика Кребба (англ. Crabbe's Practice) (1884);
- Доля Євангеліни (англ. The Fate of the Evangeline) (1885);
- Дружина фізіолога (англ. A Physiologist's Wife) (1885);
- Розповідь мічмана (англ. A Midshipman's Story) (1885);
- Сіпріан Овербек Веллс, або літературна мозаїка (англ. Cyprian Overbeck Wells, or A Literary Mosaic) (1886);
- Будинок дядька Джеремі (англ. Uncle Jeremy's Household) (1887);
- Камінь Дрифту Боксмена (англ. The Stone of Boxman's Drift) (1887);
- Захопливий Святвечір (англ. An Exciting Christmas Eve) (1887);
- Мік Кларк (1889) — історичний роман, дії якого відбуваються під час Повстання Монмута у 1685 в Англії;
- Таємниця Клумбера (1889) — роман, у якому йдеться про Джона Фотерджіла Веста, шотландця, який переїхав з родиною із Единбурга до Вітоншайра для догляду за нерухомістю брата його батька;
- Капітан «Полярної Зірки» та інші історії (англ. The Captain of the "Polestar" and Other Tales) (1890);
- Перстень Тота (англ. The Ring of Thoth) (1890);
- Фірма Гардлестон (1890) — роман, який розповідає про власника фірми «Гердлстон», Джона Гердлстона, який через спекуляції доводить фірму майже до банкрутства;
- Білий загін (1891) — роман, що оповідає про пригоди англійських лучників у розпал Столітньої Війни;
- Відкриття Рафлза Гоу (1892) — твір оповідає про відкриття англійського хіміка Рафлза Хоу: герой може перетворювати свинець у золото;
- Велика тінь[en] (1892) — роман, дія якого розгортається у час правління Наполеона в англо-шотландському прикордонному місті Вест-Інч;
- Лот номер 249 (1892);
- Поза містом (1892);
- Справа леді Сеннокс[en] (1893);
- Історія втраченого потяга[en] (1898) — як вважається, що це історія про Шерлока Холмса, хоча його ім'я прямо не називається;
- Вигнанці (1893) — події роману обертаються навколо Аморі де Катінат, гугенотів гвардії Людовіка XIV, та Амоса Гріна, американця, який приїхав до Франції;
- Навколо червоної лампи (англ. Round The Red Lamp) (1894);
- Паразит (1894) — роман, що розповідає про молодого чоловіка Остіна Гілроя, який знайомиться з жінкою, яку звати Пенклоза, що має надприродні здібності;
- Листи Старка Мунро[en] (1895) — епістолярний роман, який має форму дванадцяти довгих листів, написаних Старком Мунро у проміжку між березнем 1881 і листопадом 1884 та надісланих його другу Герберту Свонборо;
- Родні Стоун (англ. Rodney Stone) (1896) — книга являє собою спогади літнього моряка, Родні Стоуна, про своє дитинство та юність;
- Дядько Бернак (англ. Uncle Bernac) (1897);
- Дієві пісні (англ. Songs of Action) (1898);
- Король лисиць[en] (1898);
- Трагедія Короско (1898) — роман розповідає про групу європейських туристів, які вирушили у подорож до Єгипту;
- Дует[en] (1899) — роман, у якому розповідається про щасливу подружню пару, якій загрожує попередня коханка чоловіка;
- Велика бурська війна (1902) — науково-популярна праця про англо-бурську війну;
- Сер Найджел (1906) — роман оповідає про юність головного героя книги, Найджела Лоринга, на службі у короля Англії, Едуарда III, на початку Столітньої Війни. Книга хронологічно передує роману «Білий Загін» і має декілька спільних героїв;
- Через магічні двері (англ. Through the Magic Door) (1907);
- Злочин Конго[en] (1909) — книга, у якій Конан Дойл розповідає про порушення прав людини у Вільній державі Конго, приватній державі, створеній і контрольованій королем Бельгії Леопольдом II;
- Справа Оскара Слейтера (англ. The Case of Oscar Slater) (1912);
- Німецька війна: деякі сторони та роздуми (англ. The German War: Some Sidelights and Reflections) (1914);
- Британська кампанія у Франції та Фландрії (англ. The British Campaign in France and Flanders (1916—1920);
- Візит на три фронти (англ. A Visit to Three Fronts) (1916) — книга є спробою Конан Дойла записати враження, які він склав під час свого відвідування фронтів західних союзників під час Першої світової війни;
- Нове одкровення (англ. The New Revelation) (1918);
- Життєво важливе повідомлення (1919);
- Розповіді про страх і таємницю (англ. Tales of Terror and Mystery) (1922);
- Спогади та пригоди (англ. Memories and Adventures) (1924) — автобіографія Артура Конан Дойла;
- Історія спіритизму (англ. The History of Spiritualism) (1926);
- Безодня Маракота (1929) — роман, що розповідає про відкриття затопленого міста Атлантиди командою дослідників під керівництвом професора Маракота.